# リナト・ファクレトディノフ
リナト・ファクレトディノフ（ロシア語: Ринат Фахретдинов、英語: Rinat Fakhretdinov、1991年9月28日 - ）は、ロシアの男性総合格闘家。モルドヴィア共和国出身。アメリカン・トップチーム所属。タタール人初のUFC選手。

## 来歴
ソビエト連邦ロシア・ソビエト連邦社会主義共和国モルドヴィア自治ソビエト社会主義共和国ロモダノフスキー地区ベロゼレ村でヴォルガ・タタール人の家庭に生まれ、13歳の時にレスリングと空道を始めた。20歳の時にモスクワへ移住し、複数の仕事を掛け持ちしながらコンバットサンボを経験し、スポーツマスターの称号を授与された。2013年、プロ総合格闘技デビュー。
2019年5月3日、GFC初参戦となったGFC 11のGFCミドル級初代王座決定戦でアウベルト・エミリアーノ・ペレイラと対戦し、ギロチンチョークで1R一本勝ち。王座獲得に成功した。
2021年1月15日、UAE Warriors 15でエリック・スパイスリーと対戦し、右フックで開始55秒のKO勝ちを収め、同大会に来場していたUFC代表ダナ・ホワイトの目に留まり、UFCとの契約を獲得した。

### UFC
2022年6月4日、UFC初参戦となったUFC Fight Night: Volkov vs. Rozenstruikでアンドレアス・マイカライディスと対戦し、3-0の判定勝ち。
2023年7月1日、UFC on ESPN: Strickland vs. Magomedovでケビン・リーと対戦し、右ストレートでダウンを奪い、そのままギロチンチョークで絞め落として開始55秒の一本勝ち。

## 戦績
| 総合格闘技 戦績 | 総合格闘技 戦績 | 総合格闘技 戦績 | 総合格闘技 戦績 | 総合格闘技 戦績 | 総合格闘技 戦績 | 総合格闘技 戦績 |
| --------------- | --------------- | --------------- | --------------- | --------------- | --------------- | --------------- |
| 25 試合         | (T)KO           | 一本            | 判定            | その他          | 引き分け        | 無効試合        |
| 23 勝           | 11              | 6               | 6               | 0               | 1               | 0               |
| 1 敗            | 0               | 0               | 1               | 0               | 1               | 0               |

| 勝敗 | 対戦相手                           | 試合結果                        | 大会名                                                                                          | 開催年月日     |
| ○    | カルロス・レアル                   | 5分3R終了 判定3-0               | UFC 308: Topuria vs. Holloway                                                                   | 2024年10月26日 |
| ○    | ニコラス・ダルビー                 | 5分3R終了 判定2-1               | UFC on ABC 6: Whittaker vs. Aliskerov                                                           | 2024年6月22日  |
| △    | エリゼウ・ザレスキ・ドス・サントス | 5分3R終了 判定1-0               | UFC Fight Night: Almeida vs. Lewis                                                              | 2023年11月4日  |
| ○    | ケビン・リー                       | 1R 0:55 ギロチンチョーク        | UFC on ESPN 48: Strickland vs. Magomedov                                                        | 2023年7月1日   |
| ○    | ブライアン・バトル                 | 5分3R終了 判定3-0               | UFC Fight Night: Cannonier vs. Strickland                                                       | 2022年12月17日 |
| ○    | アンドレアス・マイカライディス     | 5分3R終了 判定3-0               | UFC Fight Night: Volkov vs. Rozenstruik                                                         | 2022年6月4日   |
| ○    | エリック・スパイスリー             | 1R 0:55 KO（右フック）          | UAE Warriors 15                                                                                 | 2021年1月15日  |
| ○    | ジョニー・カルロス                 | 5分3R終了 判定3-0               | GFC 16 【GFCミドル級タイトルマッチ】                                                            | 2019年8月30日  |
| ○    | アウベルト・エミリアーノ・ペレイラ | 1R 4:13 ギロチンチョーク        | GFC 16 【GFCミドル級初代王座決定戦】                                                            | 2019年5月3日   |
| ○    | ウラジミール・ミゴヴィッチ         | 1R 1:09 TKO（パンチ連打）       | Battle on Volga 9: Vitasovic vs. Teregulov                                                      | 2019年2月17日  |
| ○    | ヴィクトル・シャバロフ             | 2R 3:15 ギロチンチョーク        | Samara MMA Federation: Battle on the Volga 7                                                    | 2018年11月4日  |
| ○    | ベイラム・マメドフ                 | 1R TKO（パンチ連打）            | Samara MMA Federation: Battle on the Volga 4                                                    | 2018年5月11日  |
| ○    | ケビン・オリバー                   | 1R 4:13 TKO（パンチ連打）       | Prosperity Fight Promo: Battle for Samara                                                       | 2018年2月2日   |
| ○    | ヌルガジー・カルダル               | 1R 0:50 TKO（パンチ連打）       | SFC: Legacy of Sparta 3                                                                         | 2017年8月12日  |
| ○    | エミン・アガエフ                   | 1R 0:10 KO（左ハイキック）      | SFC: Legacy of Sparta 2                                                                         | 2016年8月14日  |
| ○    | デニス・グニッチ                   | 5分3R終了 判定3-0               | Octagon Fighting Sensation 8                                                                    | 2015年5月8日   |
| ○    | メリス・ジョルドシェフ             | 2R 2:04 ギロチンチョーク        | World Ertaymash Federation 2                                                                    | 2015年3月15日  |
| ○    | ユーリ・イリン                     | 1R 2:15 TKO（パンチ連打）       | SFC: Legacy of Sparta 1                                                                         | 2014年9月14日  |
| ○    | エリクソン・ベタオ                 | 1R 2:05 ギロチンチョーク        | Fight Star - Saransk vs. Penza                                                                  | 2014年9月5日   |
| ○    | ラフシャン・アフメドフ             | 2R 4:33 TKO（コーナーストップ） | No. 1 Martial Arts Club - Beginning of the Road: Finals 【ミドル級トーナメント決勝】            | 2013年11月30日 |
| ○    | マゴメド・イサエフ                 | 1R 2:22 リアネイキドチョーク    | No. 1 Martial Arts Club - Beginning of the Road: Semifinals 【ミドル級トーナメント準決勝】      | 2013年10月27日 |
| ○    | マラト・ベクムラトフ               | 1R 0:30 TKO（パンチ連打）       | No. 1 Martial Arts Club - Beginning of the Road: Quarterfinals 【ミドル級トーナメント準々決勝】 | 2013年9月22日  |
| ○    | パベル・ボドロフ                   | 1R 2:30 TKO（パンチ連打）       | Razdolie Cup 2                                                                                  | 2013年6月30日  |
| ×    | アイガン・アフメドフ               | 5分2R終了 判定0-3               | Igor Vovchanchyn Cup 3                                                                          | 2013年6月5日   |
| ○    | アレクサンドル・スヴィリド         | 2R 0:41 TKO（パンチ連打）       | Igor Vovchanchyn Cup 3                                                                          | 2013年6月5日   |

## 獲得タイトル
- 初代GFCミドル級王座（2019年）
- No. 1 Martial Arts Clubミドル級トーナメント優勝（2013年）